# Rohm and Haas Corporate Headquarters
La Rohm and Haas Corporate Headquarters o Rohm & Haas Building es un edificio en Filadelfia, la mayor ciudad del estado de Pensilvania (Estados Unidos). Diseñado por Pietro Belluschi y George M. Ewing Co., se construyó como la sede de la antigua empresa de fabricación de productos químicos Rohm and Haas. Terminado en 1964, fue la primera inversión privada para la renovación urbana del área del Independence Mall. A solo dos cuadras del Independence Hall, fue elogiado por su respeto al parque cercano y los edificios históricos. Los planificadores de la ciudad de Filadelfia lo propusieron como un estándar para todos los edificios de remodelación.
La característica más notable del edificio de nueve pisos son sus protectores solares translúcidos y corrugados. Con el apoyo de celosías de aluminio en toda la fachada del edificio, los protectores solares están hechos de plexiglás, el producto principal de Rohm and Haas. En 2007, el Rohm & Haas Building se incluyó en el Registro Nacional de Lugares Históricos y hoy se considera uno de los mejores ejemplos del estilo internacional.

## Historia
La Rohm & Haas Building se concibió como parte del plan de la ciudad de Filadelfia para mejorar y reactivar el área alrededor del Independence Hall. Junto con la creación de un parque al norte de Independence Hall, el área vio la construcción de edificios nuevos y modernos, incluido un tribunal federal, una nueva Casa de la Moneda de Filadelfia y el Edificio Rohm and Haas. Para la reactivación del área de Independence Mall, el urbanista Edmund Bacon se acercó a Otto Haas para trasladar a Rohm and Haas, una empresa de fabricación de productos químicos con sede en Filadelfia, a Independence Mall. Según la leyenda, Haas habría dicho: "Esta ciudad puede sobrevivir o no. Pero si empresas como Rohm y Haas la abandonan, ¡seguramente la ciudad no sobrevivirá!" Los fondos federales para inversionistas privados que invierten en terrenos de renovación urbana también fueron un factor importante en la decisión de Rohm and Haas de permanecer en Filadelfia.
En 1959, Rohm and Haas, el primer inversionista privado que construyó en el Independence Mall, encargó por primera vez a George M. Ewing Co., con sede en Filadelfia, que diseñara su nueva sede. El diseño de Ewing tuvo una mala respuesta de la Comisión de Arte de la Ciudad, y Rohm y Haas decidieron contratar a un arquitecto líder y se acercaron a Pietro Belluschi. En ese momento, el decano de arquitectura y planificación del Instituto de Tecnología de Massachusetts, Belluschi trabajó con George M. Ewing Co. para rediseñar el plan original de Ewing. El nuevo diseño se completó en unos pocos meses y fue aprobado por Rohm and Haas, la Comisión de Planificación de la Ciudad, la Autoridad de Reurbanización y la Comisión de Arte de la Ciudad. La construcción comenzó en 1963 y se completó en 1964, con un costo cercano a los 10 millones de dólares. Rohm y Haas se mudaron de su antigua sede de Washington Square al nuevo edificio en 1965.
En la década de 2000, el Rohm & Haas Building necesitaba mejoras en sus sistemas e instalaciones. La compañía pasó dos años decidiendo entre renovarlo y mudarse a un espacio más barato y moderno en el centro de la ciudad. En 2006, decidió quedarse e invertir unos 25 millones de dólares en renovaciones. La arquitectura y la distribución fueron la principal razón por la que la empresa se quedó. El edificio permite que los departamentos individuales permanezcan juntos en el mismo piso, mientras que en un rascacielos del centro de la ciudad, los departamentos probablemente tendrían que estar distribuidos en varios pisos.
RMJM Hillier fue contratado para llevar a cabo las renovaciones. El plan original fue bien recibido pero superó el presupuesto de la renovación. Para ayudar a pagar las renovaciones, RMJM Hillier intentó que el edificio fuera declarado Monumento Histórico Nacional, lo que permitiría a la empresa obtener créditos fiscales. Por lo general, los edificios de menos de cincuenta años no se consideran, pero la importancia del edificio en la arquitectura moderna mantuvo al estado de Pensilvania y al Servicio de Parques Nacionales interesados. Aunque no fue designado Monumento Histórico Nacional, fue incluido en el Registro Nacional de Lugares Históricos el 9 de febrero de 2007.
Para ayudar a que el Rohm & Haas Building figuren como un hito, RMJM Hillier y Rohm and Haas enfocaron las renovaciones en abrir espacio en el piso y modernizar los sistemas. Una parte del plan original que alteró la fachada del edificio fue abandonada, aunque de todos modos esta recibió una limpieza a fondo. En el interior, la mayor parte del espacio de oficinas cerrado se eliminó y se reemplazó con estaciones de trabajo abiertas. El nuevo diseño también fue diseñado para dejar más luz en el interior. Los espacios de trabajo también recibieron mobiliario nuevo, que sustituyó a algunos que databan de los años 1970. El comedor se trasladó del sótano al nivel de la calle en un espacio que anteriormente estaba ocupado por un banco, pero que había estado vacío durante varios años. También se mejoraron y modernizaron los sistemas de seguridad, telecomunicaciones y planta central. Las renovaciones interiores terminaron alrededor de mayo de 2008, y las mejoras a la plaza circundante se completaron varios meses después.

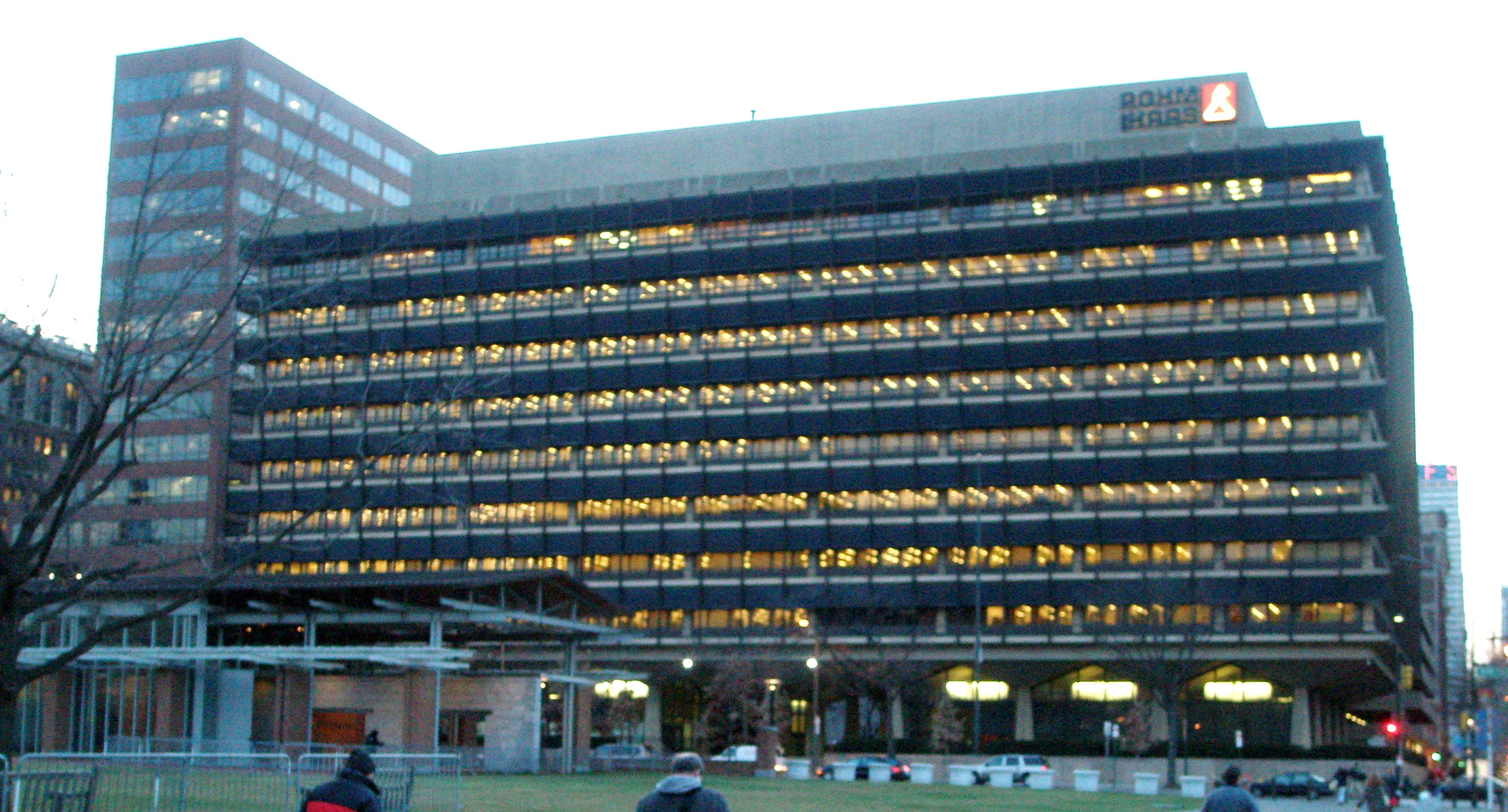
Sede al anochecer

## Arquitectura
A partir del diseño original de George M. Ewing de una torre de oficinas, Pietro Belluschi y George M. Ewing Co. convirtieron el Rohm & Haas Building en un bloque horizontal bajo de 27 871 m² y nueve pisos. En la esquina de las calles 6 y Market, a dos cuadras de Independence Hall, la fachada frontal del Rohm & Haas Building corre paralela a lo largo de la calle 6 mirando hacia el Independence Mall. El edificio con estructura de hormigón armado se asienta sobre columnas de hormigón ensanchadas y está apartado de la calle por una plaza elevada. La plaza ajardinada atraviesa el centro del nivel del suelo del edificio y se abre a una plaza más grande con una fuente y un pequeño estanque. La plaza detrás del edificio permite el acceso público a un callejón que conduce a la calle 7.
Para ayudar a mantener fresco el edificio, Belluschi agregó protectores solares de paneles corrugados translúcidos de color bronce a la fachada. Con el apoyo de una celosía de aluminio anodizado de bronce, los protectores solares están hechos de plexiglás, el producto principal de Rohm and Haas. El uso de protectores solares y colores oscuros le dio a la fachada un patrón texturizado y también el de evitar que el inmueble pareciera demasiado grande. Además de los protectores solares, se usó plexiglás en la sala de juntas, en algunos de los encargos artísticos y en las luminarias del diseñador György Kepes.
El edificio fue muy bien recibido por los planificadores de la ciudad de Filadelfia, quienes sintieron que establecía un estándar para los proyectos de remodelación urbana. Este fue diseñado para contrastar, pero no abrumar, la arquitectura georgiana del siglo XVIII cercana. El crítico de arquitectura del Washington Post, Wolf Von Eckardt, elogió el diseño por su sensibilidad a los edificios históricos vecinos y cómo se relaciona con la textura y las proporciones moderadas del Independence Hall y, al mismo tiempo, con las del gran espacio abierto del Independence Mall. También ha sido elogiado por su configuración lógica, y se describe como "un edificio de oficinas racional muy bien hecho". En la actualidad se considera uno de los mejores ejemplos del estilo internacional.